# پهن‌نوک آفریقایی

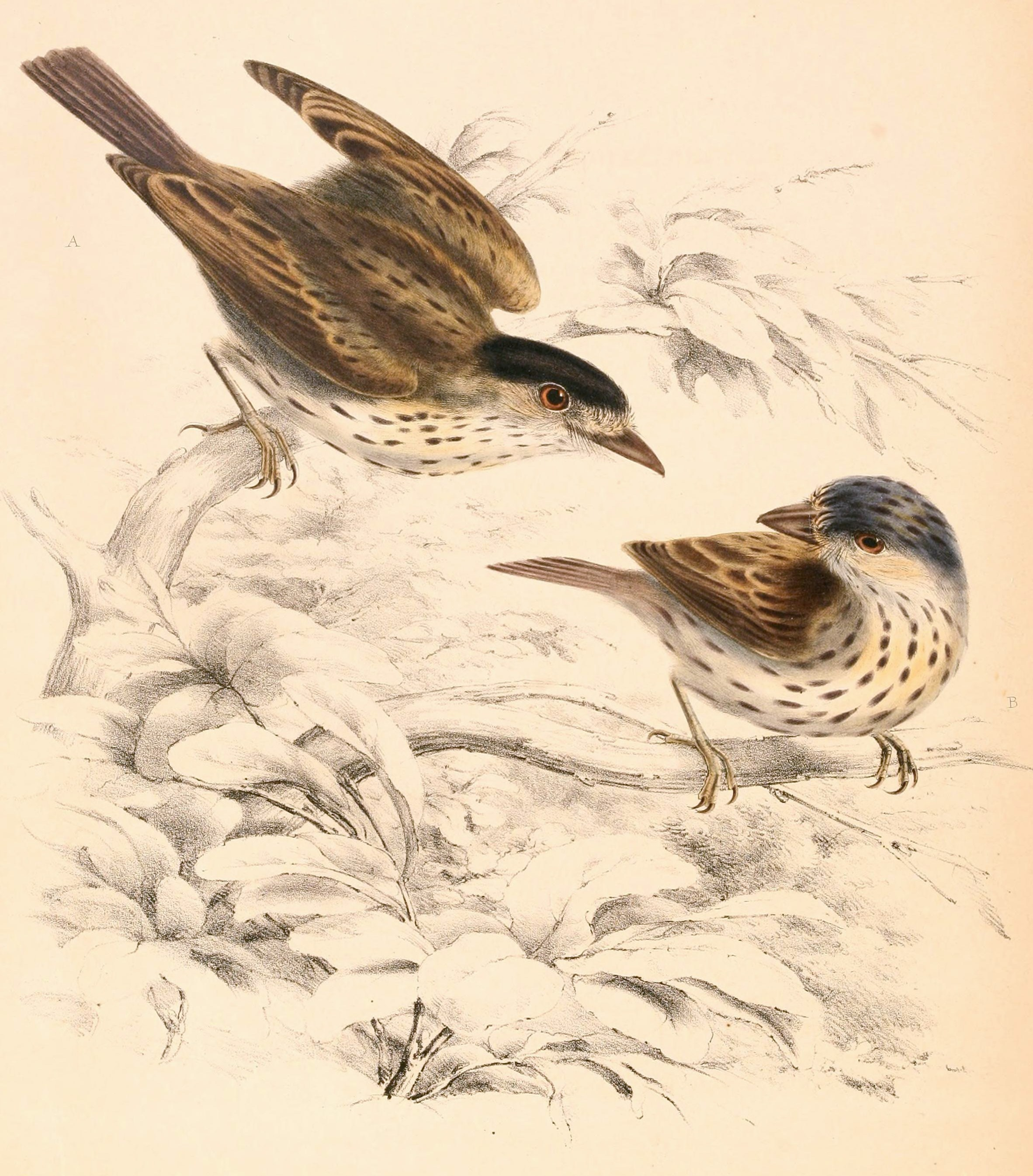
پهن‌نوک آفریقایی

پهن‌نوک آفریقایی (نام علمی: Smithornis capensis) نام یک گونه از سرده پهن‌نوک‌های آفریقایی است.